# 아로

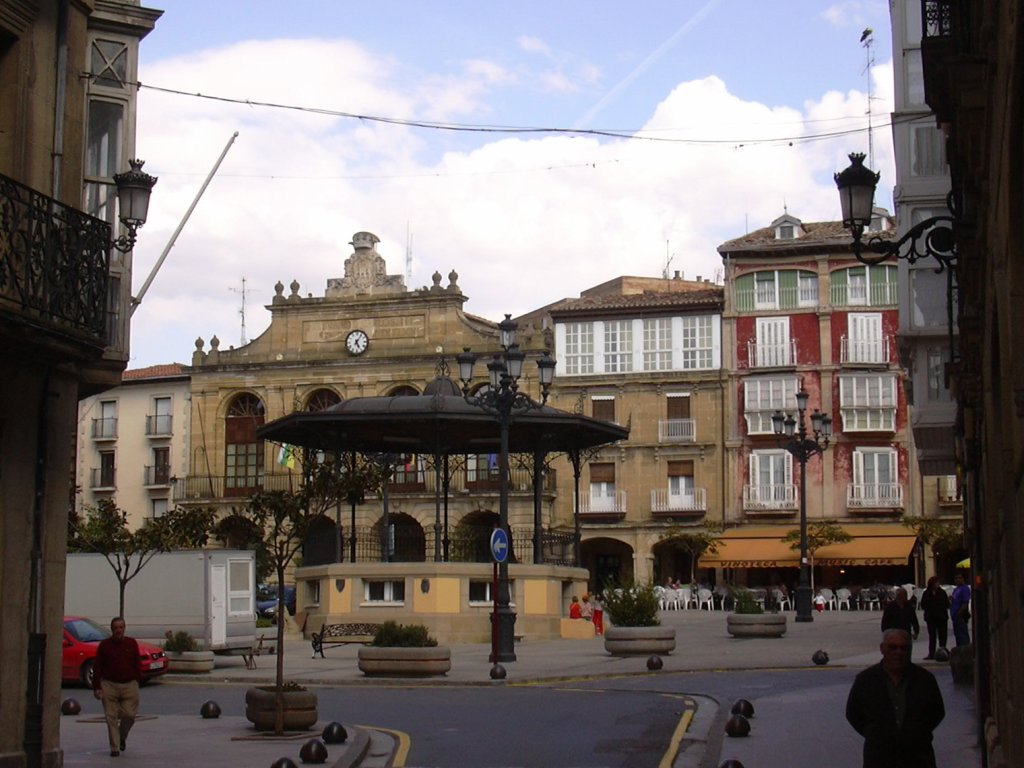

아로(Haro)는 스페인 라리오하 지방의 도시이다. 질 좋은 레드 와인으로 유명하며, 해마다 아로 와인 축제가 열린다.